# Varga Miklós (iparművész)
Varga Miklós 1963-ban született Budapesten.

## Pályafutása
1990-ben végzett az Iparművészeti Főiskola Animáció-videó szakán. Varga Miklós Diplomafilmje, „A bábjátékos”, szerepelt a tamperei, ottawai, clermond-ferrand-i és stuttgarti fesztiválokon. A Főiskola befejezése után először a Pannónia Filmstúdióban, majd egy éve a Varga Stúdióban dolgozik rendezőként. Készített reklámfilmeket, egyedi filmeket, forgatókönyveket, képregényeket. Híres alkotásai: „Dunánál” fotómontázs, „Fehér és zöld” I. illusztráció.